# Lukáš Brýdl
Lukáš Brýdl (* 16. Juni 1986) ist ein ehemaliger tschechischer Grasskiläufer. Er gehörte dem B-Kader der tschechischen Grasski-Nationalmannschaft an, fuhr in zwei Weltcuprennen unter die besten zehn und gewann zwei Medaillen bei Juniorenweltmeisterschaften.

## Karriere
Bei Juniorenweltmeisterschaften fuhr Brýdl erstmals 2003 in Goldingen mit Rang acht im Super-G in die Top 10. Bei der Weltmeisterschaft in Castione della Presolana erreichte er im selben Jahr meist nur Platzierungen im Schlussfeld. Er wurde Zwölfter in der Kombination, 18. im Slalom und jeweils 23. im Riesenslalom und im Super-G. Zwei fünfte Plätze im Slalom und in der Kombination sowie Rang 14 im Super-G erreichte er bei der Junioren-WM 2004 in Rettenbach. Zu Beginn der Saison 2005 gelangen Brýdl mehrere Top-10-Resultate in FIS-Rennen und am 16. Juli fuhr er mit Platz 13 im Riesenslalom von Forni di Sopra erstmals in einem Weltcuprennen unter die schnellsten 20. Im Gesamtweltcup kam er auf Rang 22. Bei der Juniorenweltmeisterschaft 2005 in Nové Město na Moravě gewann Brýdl die Bronzemedaille im Super-G. In der Kombination wurde er Vierter und im Slalom sowie im Riesenslalom Sechster. Bei der Weltmeisterschaft 2005 in Dizin fuhr er auf Platz 18 im Riesenslalom und auf Rang 19 im Super-G.
Im Juni 2006 feierte Brýdl mit Rang drei im Super-G von Traisen seinen ersten Podestplatz in einem FIS-Rennen. Die Weltcupsaison 2006 wurde zu seiner erfolgreichsten. Er fuhr in sechs von sieben Weltcuprennen unter die schnellsten 15 und erreichte als bestes Resultat den achten Platz im Slalom von Sattel. Im Gesamtklassement erreichte er damit Platz 15. Bei der Juniorenweltmeisterschaft 2006 in Horní Lhota u Ostravy gewann der Tscheche die Silbermedaille im Riesenslalom und wurde Elfter im Super-G. In der Saison 2007 fuhr Brýdl in sechs Weltcuprennen unter die schnellsten 20. Sein bestes Resultat war der achte Platz im zweiten Slalom von Sattel. In der Gesamtwertung kam er damit auf Rang 19. Bei der Weltmeisterschaft 2007 in Olešnice v Orlických horách konnte sich Brýdl zumeist im Mittelfeld klassieren. Er wurde 26. in der Super-Kombination, 27. im Super-G und 30. im Riesenslalom. Nur im Slalom schied er bereits im ersten Durchgang aus. In den Jahren 2008 und 2009 bestritt Brýdl nur sehr wenige Rennen. In der Saison 2008 war er im Weltcup nur bei den Rennen in Čenkovice am Start. Er wurde jeweils Elfter im Slalom und im Riesenslalom, fiel aber im Gesamtklassement auf Rang 54 zurück. Auch in der Saison 2009 nahm Brýdl nur an den Weltcuprennen in Čenkovice teil. Diesmal erreichte er in den beiden Slaloms die Plätze elf und 17 und damit im Gesamtweltcup Rang 64. Nach 2009 nahm Brýdl an keinen Wettkämpfen mehr teil.

## Erfolge

### Weltmeisterschaften
- Castione della Presolana 2003: 12. Kombination, 18. Slalom, 23. Riesenslalom, 23. Super-G
- Dizin 2005: 18. Riesenslalom, 19. Super-G
- Olešnice v Orlických horách 2007: 26. Super-Kombination, 27. Super-G, 30. Riesenslalom

### Juniorenweltmeisterschaften
- Nové Město na Moravě 2002: 12. Slalom, 12. Kombination, 17. Riesenslalom, 20. Super-G
- Goldingen 2003: 8. Super-G
- Rettenbach 2004: 5. Slalom, 5. Kombination, 14. Super-G
- Nové Město na Moravě 2005: 3. Super-G, 4. Kombination, 6. Slalom, 6. Riesenslalom
- Horní Lhota u Ostravy 2006: 2. Riesenslalom, 11. Super-G

### Weltcup
- Zwei Platzierungen unter den besten zehn